# 笹井都和古
笹井 都和古（ささい とわこ、1994年 - ）は、日本の小説家。滋賀県出身。

## 経歴・人物
滋賀県生まれ。高校生までを同県内で過ごす。京都精華大学人文学部在学中の2016年、投稿作「県民には買うものがある」で第15回女による女のためのR-18文学賞友近賞を受賞し作家デビューした。デビュー後、京都精華大学は中退している。

## 作品リスト

### 単行本
- 『県民には買うものがある』（新潮社、2019年3月）

### 雑誌掲載作品
小説
- 「県民には買うものがある」 - 『yom yom』40号（2016年春号）
- 「CV:ユキハライッサ」 - 『小説新潮』2017年11月号
- 「ポニー、虹をごらん」 - 『小説新潮』2018年5月号
- 「続きはオフラインで」 - 『小説新潮』2018年11月号
- 「いつかピンクのプリンセス」 - 『yom yom』57号（2019年8月号）

その他
- 「一期一衣」(エッセイ) - 『小説すばる』2019年6月号
- 「初めて歩く道 最初の本を出版するまで」(鼎談[5]) - 『小説新潮』2020年6月号